# Bitwa morska pod Abukirem

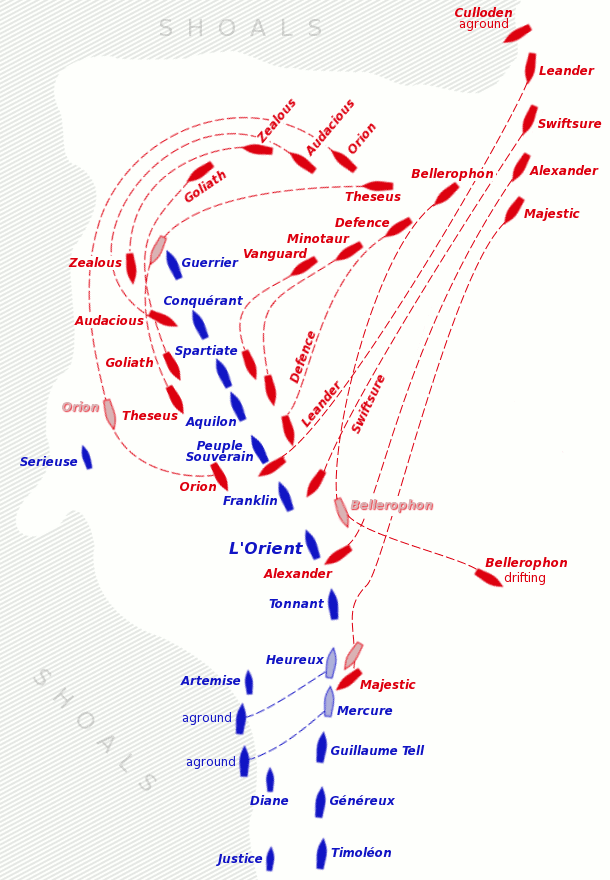
Mapa pozycji okrętów i ich ruchów podczas bitwy pod Abukirem, 1 sierpnia–2 sierpnia 1798. Brytyjskie okręty są czerwone, a francuskie – niebieskie. Pośrednie pozycje mają analogiczne kolory, ale wyblakłe. Oparte na mapie Intelligence in War, John Keegan, 2003

Bitwa morska w zatoce Abukir (1798), zwana także bitwą u ujścia Nilu – starcie zbrojne, które miało miejsce 1–2 sierpnia 1798 podczas wyprawy egipskiej Bonapartego.
Bitwa ta była ważnym starciem militarnym doby francuskich wojen rewolucyjnych. Flotą brytyjską dowodził kontradmirał (Rear-Admiral of the Blue) Horatio Nelson, flotą francuską wiceadmirał François Paul de Brueys d’Aigalliers. Straty Francuzów wyniosły 1700 zabitych (poległ również ich dowódca Brueys) i 3000 jeńców. Po stronie brytyjskiej liczono 218 zabitych.

## Wstęp
Generał Napoleon Bonaparte zamierzał zagrozić brytyjskim pozycjom w Indiach poprzez inwazję i podbój Egiptu. Ekspedycja obok celów politycznych miała również cele kulturalno-naukowe, dlatego dołączyło do niej wielu uczonych. Wielu intelektualistów francuskich dyskutowało możliwość przekopania kanału między Morzem Śródziemnym a Morzem Czerwonym. Po około trzech tygodniach cała ekspedycja wylądowała w Egipcie. Brytyjska flota złożona z 14 okrętów (każdy miał 74 działa) pod wodzą Nelsona, patrolująca wschodnią część Morza Śródziemnego, dostrzegła Francuzów pod Abukirem. Francuzi dla wsparcia ekspedycji użyli floty złożonej z 13 okrętów liniowych, 4 fregat i 4 galer (8000 ludzi i 1182 działa).

## Przygotowania

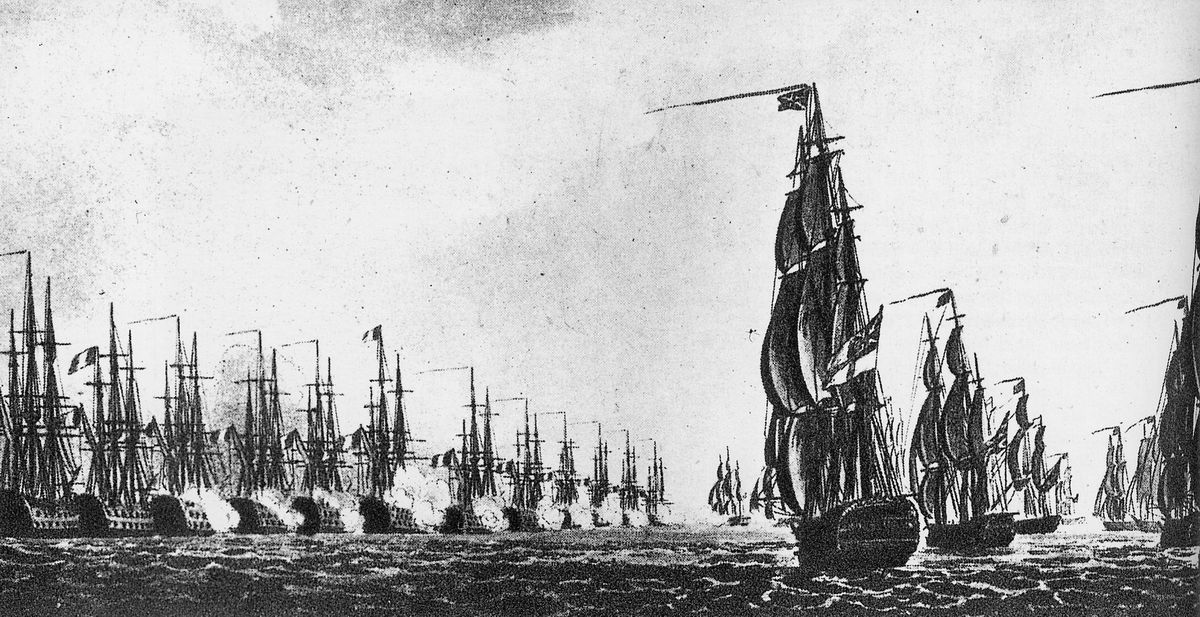
Brytyjski atak na zakotwiczoną francuską linię bojową. Thomas Whitcombe

Obie floty spotkały się 1 sierpnia tuż przed zachodem słońca. Francuzi stali zakotwiczeni w zatoce Abukir na płytkich wodach w pobliżu mielizny. Mielizna chroniła południowo-zachodnią stronę portu, w którym stała flota francuska, podczas gdy od strony sterburty na północnym wschodzie było otwarte morze. Nelson był już słynnym dowódcą, więc admirał de Brueys przestudiował jego taktykę w bitwie koło Przylądka św. Wincentego oraz w innych starciach. Biorąc to wszystko pod uwagę, de Brueys ustawił swoją linię bojową na kotwicy, co miało uniemożliwić Brytyjczykom złamanie linii. Oczekiwał, że bitwa rozpocznie się następnego ranka, gdyż nie wierzył, że Brytyjczycy zaryzykują nocne starcie w pobliżu mielizny na niezbadanych wodach. Bez zbytniego pośpiechu rozpoczęto przygotowania do bitwy. Podczas bitwy na pokładach okrętów francuskich panował taki nieporządek, że było niemożliwym ostrzelanie angielskich liniowców z lewych burt, zawalonych rozmaitymi pakunkami. Możliwe, że Francuzi przygotowywali się do nocnej próby ucieczki.

## Bitwa
Admirał Nelson obserwował francuską flotę, zakotwiczoną zbyt daleko od mielizn. Nelson zauważył to i rozkazał swojej linii bojowej podzielić się na dwie części – jedna miała wejść między Francuzów a mieliznę, podczas gdy druga zbliżyć się do głębszej części, a następnie obie miały pokryć ogniem flotę francuską z obu stron. Należy przypomnieć, że na francuskich okrętach bakburty (lewa strona statku), osłonięte lądem, nie były w ogóle przygotowane do walki. Anglikom natomiast udało się okrążyć linię francuskich statków i zaatakować równocześnie ze sterburty oraz bakburty. Jeden z brytyjskich okrętów, „Culloden”, osiadł na mieliźnie, ale reszta dała sobie radę i rozpoczęła ostrzał floty francuskiej. Wiatr wiejący z północy sprawił, że okręty francuskie nie były w stanie pomagać sobie nawzajem, pozwalając Nelsonowi niszczyć okręty francuskie jeden po drugim, idąc wzdłuż ich linii jak po sznurku.
Pierwszy pod ogień dostał się francuski 120-działowy okręt flagowy „L'Orient”. Salwa „Bellerophona” pozbawiła go omasztowania i francuski okręt flagowy zaczął dryfować. Następne salwy padły z okrętów „Alexander” oraz „Swiftsure”. O godzinie 21.00 „L’Orient” stanął w ogniu, a bitwa została przerwana, gdyż okręty starały się jak najbardziej oddalić od płonącego okrętu flagowego floty francuskiej. O około 22.00 ogień dotarł do prochowni i nastąpiła eksplozja. Fragmenty statku rozleciały się w promieniu kilkuset metrów. Tylko 100 na 1000 członków załogi zniszczonego okrętu flagowego przeżyło, skacząc do morza, gdy okręt jeszcze płonął. Wraz z okrętem flagowym zginął dowódca francuskiej floty François Paul de Brueys d’Aigalliers.
Tylko dwa francuskie okręty liniowe – „Généreux” i „Guillaume Tell” – razem z fregatami „Diane” i „Justice” zdołały się wymknąć. Reszta do rana 2 sierpnia została zdobyta (9 okrętów), bądź spalona (także próbujący ucieczki „Timoléon”, który osiadł na mieliźnie i eksplodował 3 sierpnia). Francuzi, oprócz okrętów, stracili 1700 ludzi (zabici i utopieni), 1500 zostało rannych, wzięto 2000 jeńców. Anglicy mieli 2 okręty poważnie uszkodzone, 218 ludzi zabitych i 678 rannych. Ocaleli z klęski francuscy marynarze i żołnierze zasilili siły lądowe Bonapartego, tworząc tzw. Légion Nautique.
Pochodzący z floty Nelsona angielski okręt „Leander”, którego kapitanem był Edward Berry, płynący do macierzystych portów z informacją o zwycięstwie, został 18 sierpnia zdobyty przez jeden z okrętów francuskich, któremu udało się wymknąć z zatoki Abukir. Okrętem tym był 74-działowy „Généreux”. Na skutek tego wieść o zwycięstwie pod Abukirem dotarła do Anglii dopiero 2 października.
Bitwa utrwaliła brytyjskie panowanie na morzach do końca francuskich wojen rewolucyjnych i miała poważny udział we wzroście sławy admirała Nelsona.

## Przyczyny klęski Francuzów
Pierwszą, podstawową przyczyną porażki Francuzów było nazbyt statyczne ustawienie okrętów. Okręty nie mogły pomagać sobie w czasie bitwy, gdyż ich pozycje były obronne, nastawione na ostrzał przeciwnika z daleka i niedopuszczenie go na bliski zasięg.
Lepiej wyszkoleni marynarze brytyjscy potrafili tak manewrować okrętami i dobrze obsługiwać ożaglowanie, że zdołali otoczyć przednią formację francuską, zdobywając przewagę liczebną. Dalsze swobodne ostrzeliwanie pozostałych okrętów francuskich było konsekwencją posiadania przez Brytyjczyków większej liczby liniowców. Tę przewagę wypracowano na początku starcia.
Kolejną przyczyną francuskiej porażki było lepsze wyszkolenie angielskich artylerzystów, którzy byli w stanie w ciągu pięciu minut oddać trzy salwy z dział, podczas gdy artylerzyści francuscy tylko jedną. Zaważył również brak skompletowanych załóg na francuskich okrętach (część marynarzy znajdowała się podczas bitwy na brzegu), całkowite nieprzygotowanie do walki bakburt i zbędne obciążenie balastem pokładów.

## Zwycięstwo Nelsona
Po zwycięstwie pod Abukirem gratulacje Nelsonowi przysłali car Rosji, sułtan Turcji oraz król Neapolu. Od kapitana statku „Swiftsure” Nelson otrzymał trumnę wykonaną z wyłowionego masztu okrętu „L’Orient”, aby po śmierci mógł spocząć we własnym trofeum. Nelson dostał również od rządu 4 fregaty oraz dożywotnią pensję w wysokości 2000 funtów wraz z tytułem barona Nilu.